# Anelytra tristellata
Anelytra tristellata är en insektsart som beskrevs av Sigfrid Ingrisch 1990. Anelytra tristellata ingår i släktet Anelytra och familjen vårtbitare. Inga underarter finns listade i Catalogue of Life.